# Polder Oostvoorne
Het waterschap Polder Oostvoorne was een polder en waterschap in de gemeente Oostvoorne, in de Nederlandse provincie Zuid-Holland.
Het waterschap was in 1811 ontstaan als de (gedeeltelijke) rechtsopvolger van het Ambacht Oostvoorne.
Het waterschap was verantwoordelijk voor de waterhuishouding in de polder.